# Všichni ostatní
Všichni ostatní (v německém originále Alle Anderen) je německé filmové drama z roku 2009, které natočila režisérka Maren Adeová podle vlastního scénáře. Snímek získal Stříbrného mědvěda na Berlínském mezinárodním filmovém festivalu. Stejnou cenu za svůj výkon dostala také herečka Birgit Minichmayr.

## Děj
Snímek sleduje mladý německý pár – Chrise (Lars Eidinger) a Gitti (Birgit Minichmayr) – na dovolené na Sardinii. Chris se zde nejprve snaží ukrývat před sousedem Hansem (Hans-Jochen Wagner), nakonec se přesto setkají a spolu s Hansovou manželkou Sanou (Nicole Marischka) dvakrát povečeří. Po druhé večeři hodí Hans svou manželku do bazénu, přičemž totéž udělá i Chris s Gitti. Ta naštvaná odchází do domu, kde řekne Saně, aby odjeli domů. Druhý den Gitti Chrisovi řekne, že jej již nemiluje a opouští jej. Po hádce Gitti odchází, ale ve vedlejší místnosti zkolabuje a hraje mrtvou. Chris se jí snaží vzbudit. Po delší době se mu podaří ji rozesmát.